# Alice Grace Cook
Alice Grace Cook (* 1877 oder 1887; † 1958) war eine britische Astronomin und eines der ersten weiblichen Mitglieder der Royal Astronomical Society.

## Leben und Leistungen
Alice Grace Cook besuchte im Herbst 1909 sechs Vorlesungen von Joseph Alfred Hardcastle in Stowmarket, Suffolk, die ihr Interesse für Astronomie weckten. 1911 wurde sie in die British Astronomical Association (B.A.A.) aufgenommen. Dort arbeitete sie vor allem an der Beobachtung von Meteoren zusammen mit William Frederick Denning und Fiammetta Wilson. Von 1911 bis 1921 war Martin Davidson (1880–1968) Leiter der Meteor-Sektion der B.A.A. Als dieser 1916 die Sektion verlassen musste, um als Armeekaplan im Ersten Weltkrieg zu dienen, wurden Cook und Wilson als Interimsdirektoren bis zu seiner Rückkehr 1919 ernannt. Danach war sie für einige Jahre Direktorin der Sektion. Neben der Meteor-Sektion war sie auch Mitglied der Saturn-, der Lunar- und der Polar- und Zodiakallicht-Sektion.
Am 14. Januar 1916 wurde sie zusammen mit Ella K. Church, Mary Adela Blagg und Fiammetta Wilson als eine der ersten vier Frauen in die Royal Astronomical Society aufgenommen, sechs weitere Frauen folgten im selben Jahr. 1920 erhielt sie das Edward-C.-Pickering-Stipendium um ihre Meteorbeobachtungen am Harvard-College-Observatorium fortzusetzen. Daneben war sie Gründungsmitglied der 1921 gegründeten Ipswich-Sektion der Chaldean Society und der 1950 gegründeten Ipswich and District Astronomical Society.
Cook gehörte zu den Entdeckern der Nova Aquilae 1918 (V603 Aquilae), zuerst gesehen von Zygmunt Laskowski (1841–1928) und bestätigt von Cook, und identifizierte und klassifizierte zusammen mit Hardcastle 785 NGC/IC-Objekte. Daneben veröffentlichte sie unter dem Pseudonym Mary Star in der East Anglian Daily Times Artikel über Astronomie.